# 者桑乡
者桑乡，是中华人民共和国云南省文山壮族苗族自治州富宁县下辖的一个乡镇级行政单位。

## 行政区划
者桑乡下辖以下地区：
者桑村、那马村、安哈村、平安村、弄所村、民村、百民村和百恩村。